# 1 Szkolna Dywizja Piechoty
1 Szkolna Dywizja Piechoty – związek taktyczny piechoty ludowego Wojska Polskiego.

## Historia dywizji
Na podstawie rozkazu Nr 58/Org. Naczelnego Dowódcy WP z dnia 15 marca 1945 roku zostało sformowane Dowództwo 1 Szkolnej Dywizji Piechoty według etatu Nr 04/170 o stanie 79 wojskowych.
Pozostałe jednostki 1 Szkolnej Dywizji Piechoty zostały utworzone w oparciu o rozkaz Nr 79/Org. Naczelnego Dowódcy WP z dnia 6 kwietnia 1945 roku. Stan etatowy dywizji liczył 2674 żołnierzy stanu stałego i 10 965 stanu zmiennego. Zadaniem dywizji było szkolenie wyłącznie podoficerów dla wszystkich jednostek piechoty Wojska Polskiego. 10 maja 1945 roku stan zmienny dywizji liczył 5730 szeregowców, czyli 52,2% stanu przewidzianego etatem. Proces formowania dywizji został zakończony w maju 1945 roku.
Początkowo dywizja podlegała szefowi Mobilizacji i Uzupełnień WP, a następnie dowódcy Okręgu Wojskowego „Warszawa”.
W połowie 1945 roku dywizja została dyslokowana z Warszawy do Skierniewic.
1 Szkolna Dywizja Piechoty została rozformowana na podstawie rozkazu Nr 0228/Org. Naczelnego Dowódcy WP z dnia 1 września 1945 roku. Na bazie dywizji oraz 1 i 6 Zapasowych Pułków Piechoty została sformowana 18 Dywizja Piechoty o stanie 5500 żołnierzy i 13 pracowników kontraktowych.

## Obsada personalna dowództwa
Dowódcy dywizji:
- gen. bryg. Witalis Martanus (IV-VIII 1945)
- gen. bryg. Stanisław Galicki (VIII-IX 1945)

Oficerowie:
- płk Adolf Małyszko

## Struktura organizacyjna dywizji
- Dowództwo 1 Szkolnej Dywizji Piechoty
- 11 Szkolny Pułk Piechoty
- 12 Szkolny Pułk Piechoty
- 13 Szkolny Pułk Piechoty
- 6 Szkolny Pułk Moździerzy
- 37 Piekarnia Polowa
- Ruchomy Warsztat Mundurowy
- 3250 Wojskowa Stacja Pocztowa
- Ambulans Wojskowy

Ponadto przy dywizji funkcjonował:
- Oddział Informacji 1 Szkolnej Dywizji Piechoty[4],
- Wojskowy Sąd Polowy 1 Szkolnej Dywizji Piechoty,
- Wojskowa Prokuratura 1 Szkolnej Dywizji Piechoty[5].